# Another Crab's Treasure
Another Crab's Treasure é um jogo de ação e aventura Soulslike 2024 desenvolvido e publicado pela empresa Aggro Crab. O jogo foi lançado para Microsoft Windows, Xbox One, Xbox Series X/S, Nintendo Switch e PlayStation 5 em 25 de abril de 2024.

## Jogabilidade
Another Crab's Treasure é um jogo de ação e aventura Soulslike jogado a partir de uma perspectiva de terceira pessoa. O jogador controla Kril, um caranguejo eremita despojado de sua concha protetora devido a impostos não pagos. Ao contrário da maioria dos jogos Soulslike, Another Crab's Treasure permite que os jogadores alterem a dificuldade a qualquer momento, embora seja definido como Difícil por padrão. Além disso, Kril usa a mesma arma, um garfo descartado, durante o jogo, embora ele seja capaz de atualizá-lo usando Relíquias Inoxidáveis. A jogabilidade básica gira em torno do combate a vários inimigos poluídos, esquivando-se de seus ataques e esperando por uma abertura para atacar. Projéteis baseados em lixo funcionam como armadura de Kril, concedendo vários níveis de defesa. Quando enfiado dentro de um Projétil, todo o dano (exceto os ataques de agarrar) é mitigado, mas o Projétil é danificado no processo e tem potencial para quebrar. Além disso, cada Concha tem uma "Conchabilidade" única, que pode ser ativada gastando um tipo de mana chamada Umami. Encher o medidor de equilíbrio de um inimigo fará com que ele vire, abrindo-o para um acerto crítico.
O mundo subaquático é uma teia de ambientes interconectados, alguns dos quais são mais lineares, enquanto outros são mais abertos. Os microplásticos, remanescentes de um mundo poluído, tornam-se a moeda de Kril para atualizações e recursos. A morte causa a perda de todos os microplásticos, que podem ser recuperados retornando ao local da morte. No entanto, morrer antes de alcançar os microplásticos perdidos fará com que eles desapareçam permanentemente. No início do jogo, uma árvore de habilidades é desbloqueada por meio de um NPC chamado Moon Snail, que desbloqueia várias novas opções ofensivas e defensivas. Kril também pode aprender várias adaptações, que são habilidades poderosas que custam Umami para usar. Kril possui um conjunto de movimentos de plataforma mais avançado do que a maioria dos Soulslikes, e tem a capacidade de nadar por um curto período de tempo após o salto, bem como a capacidade de escalar redes e usar um anzol para agarrar objetos marcados. Espalhadas pela área estão as Moon Snail Shells, que funcionam como fogueiras onde o jogador pode trocar microplásticos e viajar rapidamente para outras Moon Snail Shells. Além disso, morrer para a maioria dos chefes dará a opção de reaparecer em uma Moon Jelly flutuante em vez da Moon Snail Shell mais próxima. Algumas adaptações também permitem acesso a áreas inacessíveis anteriores, como o Mantis Punch. A narrativa ambiental é enfatizada pelo Caranguejo Aggro, integrando a narrativa ao design do mundo, descrições de itens e mensagens enigmáticas de outros habitantes.

## Enredo
Kril é um caranguejo eremita misantrópico que vive sozinho em uma poça de maré, cuja concha é confiscada por um "agiota" como garantia para os impostos que o tubarão lhe diz que deve a Magista, a duquesa de Slacktide. Ele conhece a duquesa, que concorda em trocar sua concha de volta por um tesouro. Ao longo do caminho, Kril conhece o Caracol da Lua, que desbloqueia sua habilidade de usar Umami, uma espécie de magia. Kril consegue encontrar o tesouro com sucesso, embora descubra que Magista e seus guardas sucumbiram ao Grude, uma aflição que torna as criaturas marinhas irracionalmente hostis e niilistas.
Kril segue o agiota, que parece ter vendido a concha para o dono da "loja de camarão" Prawnathan em New Carcinia, uma enorme cidade construída com lixo em um recife próximo. Enquanto ele está lá, uma mancha de lixo chamada Ilha do Lixo passa e chove lixo, incluindo uma caixa de cereal cujo labirinto impresso incompleto é interpretado pelos cidadãos como parte de um mapa do tesouro. Prawnathan oferece a Kril sua concha em troca do tesouro. Kril, concordando com o acordo, junta-se aos outros caçadores de tesouros, incluindo o empresário Firth, o dono da taverna Nemma, o curador do museu Konche, o CEO da Shellfish Corp Roland e o sinistro executor de Roland, Inkerton.
Em sua busca para recuperar as peças perdidas do mapa, Kril conhece Chitan, um dos ex-guardas de Magista, que lhe diz que o Grude, causado pela poluição do oceano, está se espalhando progressivamente. Depois de completar o mapa, o tesouro é revelado estar localizado em um lago de lama poluída perto de uma queda chamada Drain. Roland, como o único com recursos para dragar o lago, confisca o mapa e resolve pegar o tesouro sem oposição. No entanto, Kril, Firth, Nemma, Konche, Chitan e um punhado de habitantes da cidade são capazes de seguir e embarcar na barcaça de Roland. Durante o confronto, Kril acidentalmente vira a barcaça, fazendo com que eles caiam nas profundezas abissais do Unfathom, que é considerado uma espécie de Inferno para os Novos Carcinianos.
Firth percebe que o tesouro, um baú de notas de papel, não vale nada em sua economia e sai sozinho com nojo. Enquanto isso, Konche identifica as ruínas arquitetônicas próximas como a Carcinia original, uma antiga cidade localizada em um recife de coral branqueado, e pede a Kril para encontrar o Manto Perfeito, uma concha criada pelos antigos feiticeiros eremitas capaz de conferir poderes divinos. Ao encontrar o Manto sob o Velho Oceano, eles são emboscados por Chitan, que mata Konche. Chitan é revelado estar sob o controle de Praya Dubia, um enorme sifonóforo que compreende as almas de toda a vida oceânica que sucumbiu à poluição. As tentativas de Praya Dubia de convencer Kril a usar o Manto para destruir o mundo não têm sucesso, e ele manipula Chitan para lutar contra ele antes de descartar seu corpo para um ataque final.
Depois que Praya Dubia é morto, Kril resolve usar o Manto Perfeito para curar Chitan; no entanto, ele é interrompido por Firth, que o pega para si e foge para a superfície. Kril segue e confronta Firth, que revela que ele procura afundar a Ilha do Lixo em Nova Carcinia para estimular a economia, não se importando que isso avance a gosma. Eles prontamente lutam, resultando no Manto sendo quebrado e Nova Carcinia sendo enterrada no lixo. De volta à cidade, Kril descobre que os cidadãos estão realmente entusiasmados com o novo influxo de lixo pela riqueza que isso lhes trará, completamente ignorantes dos perigos do Grude. Ele então encontra Prawnathan e o mata quando ele se recusa a devolver sua concha.
Um epílogo revela que Nova Carcinia começou a limpar seu lixo, Chitan sobreviveu e começou a treinar novamente, e que Kril, insatisfeito com sua antiga vida na poça de maré, decidiu permanecer no fundo do mar como um aventureiro viajante. Uma cena final revela que ele deixou sua concha para um caranguejo eremita sem-teto chamado Duna.

## Desenvolvimento
Another Crab's Treasure foi anunciado durante uma apresentação do Nintendo Indie World em 2022. Aggro Crab apresentou o conceito Soulslike do jogo. Após o anúncio, detalhes sobre o jogo surgiram ao longo de 2023. Informações sobre as mecânicas principais, como o "Sistema de Conchas" – onde o lixo descartado se torna a armadura personalizável de Kril – e a ênfase na exploração e narrativa ambiental foram reveladas. Além disso, os desenvolvedores confirmaram as plataformas de lançamento do jogo, incluindo Nintendo Switch, PC e Xbox One e Series X/S. A confirmação da disponibilidade do Xbox, incluindo sua inclusão no Xbox Game Pass no dia do lançamento, veio em junho de 2023. A Aggro Crab anunciou que o jogo seria lançado em 25 de abril de 2024.

## Recepção
Another Crab's Treasure recebeu críticas "geralmente favoráveis" dos críticos, de acordo com o Metacritic.

### Prêmios
| Ano  | Cerimónia              | Categoria                        | Resultado | Ref.   |
| ---- | ---------------------- | -------------------------------- | --------- | ------ |
| 2024 | Golden Joystick Awards | Best Indie Game - Self Published | Venceu    | [ 20 ] |